# Phare d'Hourtin
Les phares d'Hourtin sont des tours carrées de 27 m de haut, en maçonnerie de briques apparentes sur soubassement de pierres. Ils sont distants de 200 mètres sur un axe orienté nord/sud, dans les dunes littorales de la commune d'Hourtin en Gironde, entre l'océan Atlantique et le lac d'Hourtin-Carcans.
La tour nord supporte le phare toujours en activité, la tour sud est occupée par la DGA qui y a installé une antenne.
Le phare nord et les logements des gardiens font l’objet d’une inscription au titre des monuments historiques depuis le 6 novembre 2009.

## Histoire

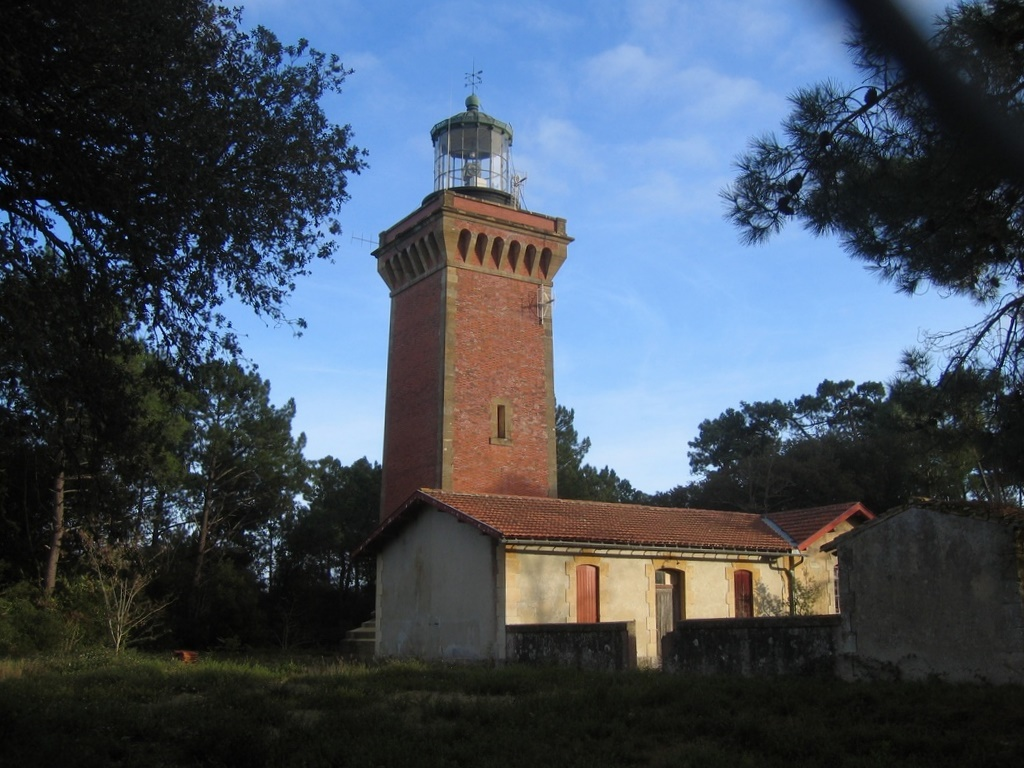
Le phare nord d'Hourtin

Les phares d'Hourtin sont construits en 1860, pour signaler l’intervalle d’ombre entre la pointe de Grave et le Cap Ferret, où l’on ne voyait aucun feu. 
La règle veut que deux phares consécutifs ne soient pas de même type : or celui du Cap Ferret était alors un feu fixe et tandis que celui de Cordouan était à éclipse : la seule solution restante pour Hourtin était de doubler le signal, en construisant deux phares.
Après avoir envisagé le projet de la construction de deux tours en bois, les ingénieurs portent leur choix sur l’argile, car il existait aux alentours des briqueteries dont les produits semblaient bien résister à l'air salin et aux intempéries. Mais cette solution s’avère désastreuse pour le soumissionnaire, car il ne parvient pas à traiter avec les fabricants du pays et doit établir une briqueterie à ses frais pour fabriquer les briques nécessaires à la construction des deux phares et des logements des gardiens. Les deux lanternes brillent pour la première fois en 1863.
La solution de deux phares a l'inconvénient de doubler les dépenses de fonctionnement, et nécessite la présence de trois à cinq gardiens, logeant sur place avec leurs familles dans trois maisons construites en même temps que les tours. Le personnel est composé d'un gardien-chef qui occupe le logement central, et de deux gardiens logés respectivement dans les maisons construites au pied de chaque tour. Un petit bateau permet la traversée du lac pour aller à Hourtin. Un tramway hippomobile assure le transport des charges lourdes. En 1894, la tour sud est éteinte. Elle est actuellement utilisée pour porter une antenne de télémesure de la DGA Essais de missiles.
Le phare nord est automatisé en 1981 et toujours actif en 2020.

## Historique technique
- 1er septembre 1863 : deux feux fixes blancs de premier ordre catadioptriques (1re optique).
- 1863 : Huile végétale.
- 1875 - 1894 : Huile minérale.
- 16 avril 1894 : feu à éclat blanc toutes les 5 secondes de focale 0,92 m.
- 1894 : Hourtin possèdera la première cuve à mercure pour un appareil de grande focale[3]
- 1904 : Vapeur pétrole.
- 1955 : Électrification.
- 1964 : Automatisation.
- 1981 : Télécommande, le phare n'est plus habité.

## Accès
Une route forestière à accès règlementé mène au phare. On y accède également par le réseau de pistes cyclables des forêts domaniales de Hourtin et de Carcans. C'est d'ailleurs l'occasion d'une balade très agréable à travers cet espace naturel de plus de 10 000 hectares, dont une partie est classée en forêt de protection depuis 1992.